# Св. св. Петър и Павел (Петрово, Гумендженско)
Вижте пояснителната страница за други значения на Свети апостоли Петър и Павел.
„Св. св. Петър и Павел“ (на гръцки: Αγίων Πέτρου και Παύλου) е българска възрожденска православна църква в гумендженското село Петрово (Агиос Петрос), Егейска Македония, Гърция, част от Гумендженската, Боймишка и Ругуновска епархия на Вселенската патриаршия.

## Местоположение
Църквата е гробищен храм, разположен в североизточния край на селото. 

## История
В църквата има икони на кулакийския зограф Маргаритис Ламбу и на петровския Димитър Вангелов.